# Pavillon Baltard
Pour les articles homonymes, voir Baltard.
Le pavillon Baltard est une salle de spectacle située à Nogent-sur-Marne (Val-de-Marne).

## Origine
Sur ordre de Napoléon III, l'architecte Victor Baltard édifie des halles au centre de Paris pour faciliter le commerce. Un  complexe de douze bâtiments est bâti avec les matériaux à la mode dans beaucoup de constructions de l’époque (voir Grand Palais) : le fer, la fonte et le verre. Ces douze pavillons Baltard, formant les Halles centrales de Paris, furent construits dans les années 1850 à 1870. À la fin des années 1950, l’État choisit de transférer l'activité du site au Marché international de Rungis, les pavillons sont alors voués à la destruction quelques années plus tard pour laisser la place au Forum des Halles.
Le pavillon no 8, qui abritait le marché aux œufs et à la volaille, est conservé comme témoignage du passé architectural de la ville de Paris. Démonté, il est racheté par la ville de Nogent (dont le maire était alors Roland Nungesser), qui le fait remonter en 1976 à l'emplacement du dépôt de locomotives de Nogent-Vincennes (lui-même construit sur l'emplacement de l'ancien château de Beauté-sur-Marne) dans le quartier du Val-de-Beauté (renommé depuis Beauté-Baltard) et le fait classer monument historique le 20 octobre 1982,.
Le pavillon est entouré des grilles d'origine des halles de Paris.
L'orgue du cinéma Gaumont-Palace, acquis par la ville de Nogent-sur-Marne en 1976, a été remonté dans le bâtiment.

## Utilisation
Le lieu reçoit de nombreux événements : soirées privées, soirées de gala, émissions de télévision (Stars, Stars 90 de Michel Drucker, Graines de Star de Laurent Boyer ou Nouvelle Star), concerts, séminaires, salons, manifestations culturelles ou autres, comme le Mondial de l'invention, le Mondial de la salsa, le Salon du chat, le Festival d'Île-de-France, des masters de pétanque ou encore l’élection de Miss Europe en 2003.
Les 4 et 5 décembre 2009 s'y est tenue la 23e édition du Téléthon et c'est à nouveau au pavillon Baltard qu'a lieu, les 8 et 9 décembre 2017, la 31e édition du Téléthon.
C'est au pavillon Baltard que Les Compagnons de la chanson donnèrent leur dernière représentation, le 15 février 1985.
Il accueillit, un temps, à l'extérieur, un morceau de l'escalier de la tour Eiffel (vendu depuis). Aux alentours sont exposés des éléments symboliques du Paris ancien : colonne Morris, fontaine Wallace, etc.
Une scène du film de Jean-Pierre Jeunet Un long dimanche de fiançailles, celle se déroulant aux Halles de Paris, y a été tournée.

## L'orgue Christie

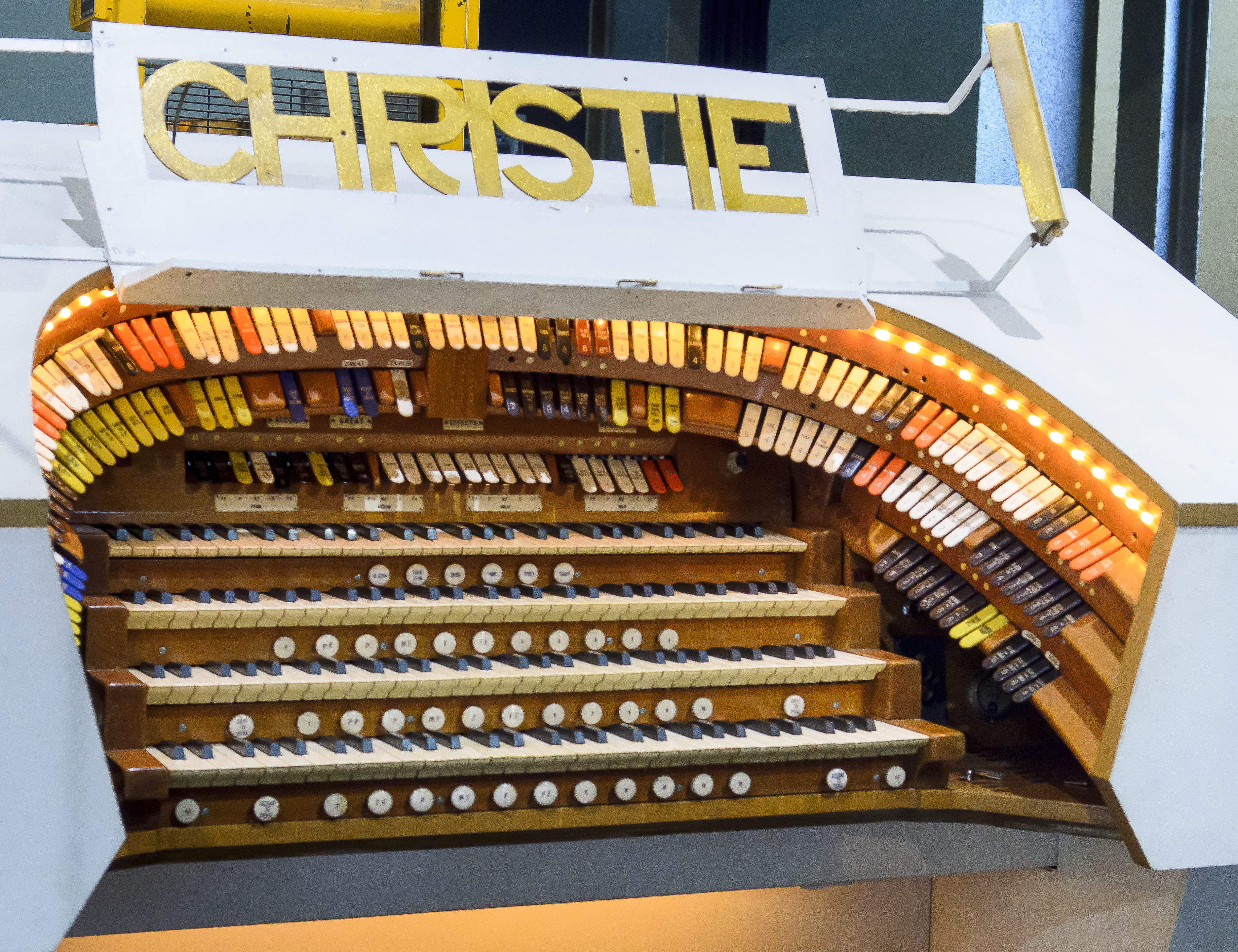
Les claviers de l'orgue Christie du pavillon Baltard.

Le pavillon Baltard abrite également l'ancien orgue du cinéma Gaumont-Palace, classé monument historique et qui a été utilisé jusqu'en 2003 à l'occasion de nombreuses soirées. Plusieurs concerts, notamment à son installation au Baltard en 1976, ont eu lieu, puis avec John Mann et même Rhoda Scott en 1988. Bernard Dargassies en devint le plus récent principal titulaire, assurant même sa maintenance et enregistrant un disque en 1991.
Il n'est plus entretenu depuis plusieurs années. L'Association pour la valorisation et le rayonnement de l'orgue Christie, formée fin 2010, tente de promouvoir sa renaissance. Des travaux ont été prévus pour notamment organiser des cinés concerts dès 2013. Ces soirées, qui demanderaient de faire fonctionner le pavillon dans un but culturel et non financier, ont jusqu'à présent toujours été annulées.